# Central Park (Fernsehserie)
Central Park ist eine amerikanische Musical-Animationsserie, die von Bob’s Burgers-Schöpfer Loren Bouchard, Nora Smith und Schauspieler Josh Gad als Hommage an den namensgebenden Central Park in New York City entwickelt wurde. Die erste Staffel erschien ab dem 29. Mai 2020 auf Apple TV+. Die zweite Staffel wurde ab dem 25. Juni 2021 veröffentlicht, die dritte und finale ab dem 9. September 2022.

## Handlung
Die Handlung der Serie, die von dem Straßenmusiker Birdy als Erzähler begleitet wird, dreht sich um die im Park lebende Familie des Park-Managers Owen Tillerman und als deren Gegenspielerin die Hotelerbin Bitsy Brandenham, die den Park kaufen und für eine Wohnanlage abreißen möchte. Sie will das Ansehen des Parks sabotieren, was Familie Tillerman aufzuhalten versucht.

## Figuren
- Birdy (Josh Gad) ist ein Geige spielender Straßenmusiker im Central Park und Freund von Owen Tillerman, dem und seiner Frau Paige er mit Ratschlägen aushilft. Außerdem fungiert er für die Zuschauer als Erzähler, der alle Handlungsstränge kennt, wobei er auch mal gegenüber den Zuschauern Hintergrundinformationen über den Park sowie Vorausdeutungen und Spoiler fallen lässt. Was die Familie in ihrem Haus macht, kommentiert er, indem er an den Fenstern geduckt herumschleicht. Seine beiden Positionen darf er nicht vermischen und muss daher vermeiden, dass die anderen Figuren ihn als Erzähler ertappen. Den Figuren darf er durch Spoiler keine Geheimnisse verraten, was dazu führt, dass, als er es einmal tut, kurzzeitig seine Stellung als Erzähler gefährdet ist.

- Familie Tillerman und Hunter

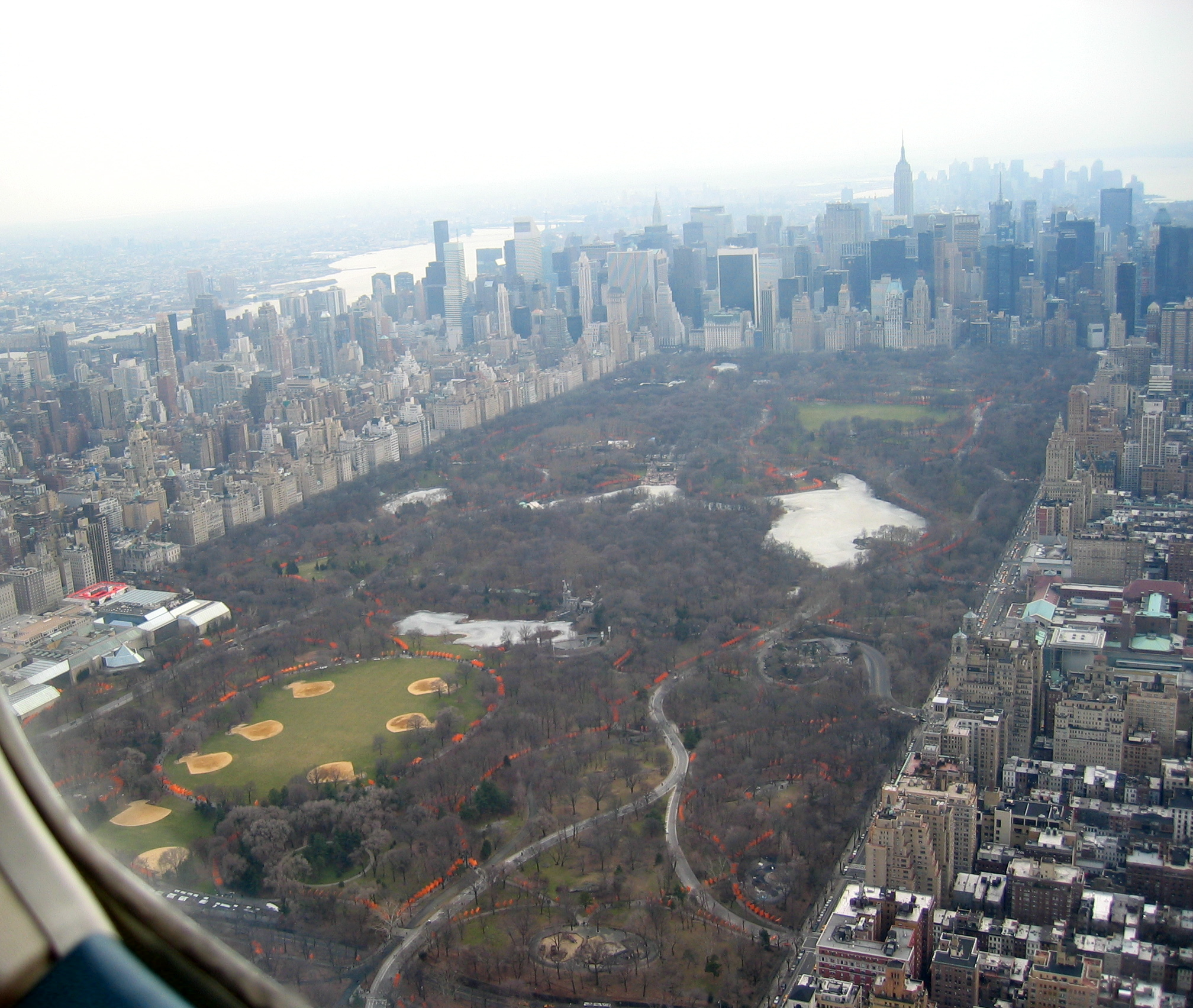
Der Handlungsort Central Park in einer Luftaufnahme.

  - Owen Tillerman (Leslie Odom Jr.) ist der afroamerikanische Parkmanager des Central Parks und lebt mit seiner Familie – seiner Frau Paige und seinen Kindern Molly und Cole – im Edendale Castle im Park. Er ist engagiert, den Park und seine Natur sauber und gesund zu erhalten, und ist bei seiner Arbeit besonders gründlich und methodisch vorgehend.
  - Paige Hunter (Kathryn Hahn) ist Journalistin bei der Zeitung „Was gibt's Neues, New York?“, für die sie bislang seichte Klatschartikel geschrieben hat. Aber sie hofft darauf, endlich eine große Enthüllungsstory zu landen, und recherchiert dafür über die Verbindungen zwischen Bitsy Brandenham und dem Bürgermeister. Nachdem sie zum Rücktritt des Bürgermeisters führt, erhält sie einen Buchvertrag.
  - Molly Tillerman (Kristen Bell, Emmy Raver-Lampman) ist das ältere Kind von Owen und Paige. Sie trägt zwei Haarknoten (Afro Puffs) und zeichnet Comicgeschichten mit sich selbst als Superheldin Fista-Puffs (englisch fist für Faust), deren Fähigkeiten sind, dass ihre Haare sich zu Armen mit Fäusten formen können, und die Zeit fünf Sekunden zurückzuspulen. Molly ist in den Jungen Brendan Brandenham, Bitsys Großneffe, verliebt, den sie beim Drachensteigen im Park kennengelernt hat und als Kite-Boy (englisch kite für Drachen) in ihre Comics einbaut. Die beiden beginnen eine Beziehung.
  - Cole Tillerman (Tituss Burgess) ist Mollys jüngerer Bruder und ziemlich tierliebend. Nachdem er sich einmal um Bitsys Hund Shampagne gekümmert hat, entwickelt er zu diesem eine intensive Beziehung, insbesondere da er spürt, dass Shampagne von Bitsy schlecht behandelt wird.
  - Abby Hunter (ab Staffel 3, Kristen Bell) ist Paiges jüngere Schwester und damit die Tante der Kinder. Sie zieht aus Oshkosh, Wisconsin nach New York, um als Nachwuchsschauspielerin zu arbeiten, erhält aber zunächst eine Arbeit im Brandenham.
- Bitsy Brandenham (Stanley Tucci) ist eine sehr kleine, weißhaarige ältere Frau, die von ihrem verstorbenen Vater das Brandenham-Hotel geerbt und dieses zum Multimillionen-Unternehmen aufgebaut hat. In dem Hotel, das gegenüber dem Central Park steht, bewohnt sie ein Penthouse in einem weit oberen Geschoss, von dem aus sie den Park überschauen kann. Ihren Hund Shampagne, ein Shih Tzu-Pudel, verwöhnt sie mit Luxus, der ihm eigentlich mehr schadet. Weil Bitsy aufgrund ihrer Größe von anderen reichen Unternehmern nicht ernst genommen und ignoriert wird, nimmt sie sich vor, um Respekt zu gewinnen, den größten Baudeal der New Yorker Geschichte abzuwickeln: Sie will den Central Park kaufen und abreißen, um dort stattdessen Eigentumswohnungen bauen zu lassen. Zu diesem Plan benutzt sie ihren Einfluss auf Bürgermeister Whitebottom, dessen Wahlkampf sie finanziert hat, und die Stadtverwaltung. Ihr Großneffe Branden unterstützt ihren Plan nicht, sondern ist auf Seite der Tillermans.
- Helen (Daveed Diggs) ist Bitsys mürrische, in Schwarz gekleidete Butlerin, die die schlechte Behandlung der alten Frau nur in der Hoffnung erträgt, dass diese bald sterben und sie reich erben wird. Dabei sieht sie eine Konkurrenz in Bitsys Hund Shampagne, den sie daher im Central Park zu beseitigen versucht.

## Episodenliste
| St. | Ep. | Veröffentlichung             |
| --- | --- | ---------------------------- |
| 1   | 10  | 29. Mai – 24. Juli 2020      |
| 2   | 8   | 25. Juni – 30. Juli 2021     |
| 2   | 8   | 4. März – 8. Apr. 2022       |
| 3   | 13  | 9. Sep. 2022 – 18. Nov. 2022 |

### Staffel 1
| Nr. (ges.) | Nr. (St.) | Deutscher Titel                | Originaltitel          | Erstveröffentlichung USA | Deutschsprachige Erstveröffentlichung (D) | Regie        | Drehbuch                                  |
| --- | --------- | ------------------------------ | ---------------------- | ------------------------ | ----------------------------------------- | ------------ | ----------------------------------------- |
| 1 | 1         | Chaos im Park                  | Episode One            | 29. Mai 2020             | 29. Mai 2020                              | Gavin Dell   | Loren Bouchard, Nora Smith & Regina Hicks |
| Am Miesmäulchentag im Central Park wird Bitsys Hund Shampagne vermisst. Sie setzt in einer Pressekonferenz eine Belohnung aus und berichtet, dass der Hund zuletzt im Park gesehen wurde. Die Passanten stürmen daraufhin den Park und zerstören bei der Suche auch den Park. Molly ist indes beschäftigt, den Jungen Brendan, den sie heimlich beobachtet, zu zeichnen, worauf er sie aber anspricht. Cole hatte den Hund gefunden und versteckt, um sich um ihn zu kümmern, doch als Owen es herausfindet, muss er den Hund zurückgeben. Lieder: „Central in my Heart“, „Heiress to a Fortune“, „Own It“, „Poops I’ll Pick Up“, „Shampagne Was My Best Friend“ |           |                                |                        |                          |                                           |              |                                           |
| 2 | 2         | Skater’s Circle                | Skater-Runde           | 29. Mai 2020             | 29. Mai 2020                              | Corey Barnes | Halsted Sullivan                          |
| Owen erfährt, dass sich am Skaterkreis im Park niemand mehr aufhält, seitdem der Skater „Glorious Gary“ nicht mehr kommt, weil Owen zu viele Regeln für die Skater aufgestellt hat, und versucht mit Gary zu reden. Cole versucht erfolglos, in das Penthouse zu gelangen, um Shampagne wiederzusehen, aber als er im Park frustriert jammert, antwortet ihm der Hund aus der Ferne mit Heulen. Während Bitsy in ihrem Penthouse ein Treffen mit reichen Investoren hat, denen sie ihren Plan, den Park zu kaufen, erklärt, beobachtet Paige als Reporterin eine Sitzung des Vergabekomitees für Gemeindeaufträge. Als dieses über die Finanzierung des Parks abstimmt, stimmt ein Stadtratsmitglied (von Bitsy angestiftet) mit Nein, wodurch die Ratifizierung des Vertrags als Nächstes in die Debattenperiode geht. Dieser Erfolg erregt das Interesse der Investoren an Bitsys Plan. Owen und Gary beseitigen ihre Differenzen beim gemeinsamen Skaten. Lieder: „Weirdos Make Great Superheroes“, „Make Em Pay“, „Do It While We Can“ |           |                                |                        |                          |                                           |              |                                           |
| 3 | 3         | Der Gala-Empfang               | Hat Luncheon           | 5. Juni 2020             | 5. Juni 2020                              | Ian Hamilton | Chuck Tatham                              |
| Paige lauert dem Stadtrat Leo Shallenhammer in einem Spa auf und erfährt, dass er mit Nein gestimmt hat, weil der Bürgermeister es wollte. Am nächsten Tag findet im Park ein Gala-Empfang mit der Parkliga und der Stadtverwaltung statt, bei dem alle verrückte Hüte tragen und Owen einen langgedienten Parkmanager ehren soll. Bitsy hetzt beide Parteien so gegeneinander auf, dass der Empfang in einer Essensschlacht endet. Während niemand zuhört, hält Owen seine Rede, die ihn nervös gemacht hatte. Paige hilft dem Bürgermeister vor dem Chaos zu entfliehen, und erhält dafür als Zitat, warum er die Ratifizierung aussetzen ließ: „Wir glauben, wir können da mehr rausholen.“ Molly und Cole haben mit Brendan heimlich die Eiscreme für den Empfang gegessen, wobei sie erfahren, dass er mit Bitsy verwandt ist. Als Molly danach Brendan küsst, hat er aufgrund der Eiscreme, die sie gegessen hat, eine allergische Reaktion. Lieder: „Momma’s Got This“, „Don’t Think About the Failures“, „The Park Is Mine“ |           |                                |                        |                          |                                           |              |                                           |
| 4 | 4         | Müll-Ballett                   | Garbage Ballet         | 12. Juni 2020            | 12. Juni 2020                             | Gavin Dell   | Monica Padrick                            |
| Bitsy hat dafür gesorgt, dass die Müllsammelstelle wegen angeblich vollen Kapazitäten den Müll des Parks nicht mehr annimmt, sodass dieser zugemüllt wird. Paige ist krank und halluziniert zuhause Ratten, die sie töten will, weswegen Cole auch zuhause bleibt, um sie davon abzuhalten. Im Keller finden sie eine ganze Rattenfamilie, vor der sie panisch fliehen. Molly macht sich Sorgen, weil Brendan ihr nach dem verpatzten Kuss nicht mehr zurückschreibt. Als ihre Projektpartnerin aus der Schule ihr rät, Brendan erstmal zu vergessen, entdecken sie, dass Molly sein Handy hat. Owen konstruiert einen Müllzug, mit dem er den gesamten Müll des Parks zur Sammelstelle bringt, wo er sieht, dass diese gar nicht ihre Kapazitäten erreicht hat, aber einer Anweisung des Bürgermeisters folgen muss. Gemeinsam finden Owen und der Manager der Sammelstelle ein Schlupfloch in den Statuten, durch das der Müll dennoch angenommen werden kann. Bitsys Zimmermädchen weigern sich, ein Zimmer zu putzen, in dem es einen Geist geben soll. Lieder: „Garbage Ballet“, „Rats“, „I’m the Worst“, „Manager to Manager“ |           |                                |                        |                          |                                           |              |                                           |
| 5 | 5         | Die Spur des Sprayers          | Dog Spray Afternoon    | 19. Juni 2020            | 19. Juni 2020                             | Joel Moser   | Annie Levine & Jonathan Emerson           |
| Bitsy hat einen Tagger engagiert, der den Park mit Graffiti seines Schriftzugs „Shart“ verunstaltet. Helen führt Shampagne im Park aus, wo sie auf Cole treffen, und überlässt ihm die Aufgabe, mit dem Hund Gassi zu gehen. Weil Bitsy Shampagne Testamentsdokumente unterschreiben lässt, glaubt Helen, sie wolle dem Hund alles vermachen, und fasst den Entschluss, ihn töten zu wollen. Schließlich entscheidet sie sich zwar doch dagegen, aber der Hund läuft von allein auf die Straße, sodass Helen ihn – und Cole – retten muss. Paige findet heraus, dass eine Briefkastenfirma den Wahlkampf des Bürgermeisters finanziert hat, aber nicht wem sie gehört. Weil die Recherche dafür zu lange dauern würde, platzt Birdy mit dem Spoiler raus, dass Bitsy dahinter steckt. Nachdem Molly das Muster des Taggers erkannt hat, legen Owen und sie sich nachts auf die Lauer und ertappen ihn, bevor er das nächste Mal zuschlägt. Weil Birdy die Regel, keine andere Figur zu spoilern, gebrochen hat, erscheint ein neuer Erzähler. Lieder: „Spoiler Alert“, „If There’s A Will“, „Method To This Madness“ |           |                                |                        |                          |                                           |              |                                           |
| 6 | 6         | Der Rivale                     | Rival Busker           | 26. Juni 2020            | 26. Juni 2020                             | Corey Barnes | Sanjay Shah                               |
| Der Gitarrenspieler Griffin übernimmt als neuer Erzähler, aber Birdy will nicht gehen. Im Gegenzug für seine Unterstützung bei Bitsys Plan beauftragt Dmitry, ein russischer Oligarch, sie, noch am selben Tag die Hochzeit seiner Tochter Anya auszurichten. Als Paige erfährt, dass Bitsy sich mit Russen in ihrem Hotel trifft, nimmt sie sich dort mit Molly ein Zimmer. Molly versteckt die Braut, die nicht heiraten will, obwohl sie den Bräutigam liebt, zunächst auf ihrem Zimmer, doch dann bringen sie und Paige Anya dazu, doch auf die Hochzeit zu gehen, wo Paige sich ein Foto von Bitsy und Dmitry holt. Im Park wurde eine Kamera installiert, die einen Livestream von einem Eulennest sendet. Als Owen und Cole sehen, wie ein Küken aus dem Nest fällt, klettern sie auf den Baum, um es zu retten, aber sitzen dann fest. Entgegen Griffins Warnung mischt Birdy sich wieder in die Handlung ein und rettet die beiden, doch dann zeigt sich, dass dies offenbar dazu geführt hat, dass er wieder zum Erzähler wird. Lieder: „First Class Hands“, „Too Close“, „Show Up“, „What Could Go Wrong?“ |           |                                |                        |                          |                                           |              |                                           |
| 7 | 7         | Die Schnitzeljagd              | Squirrel, Interrupted  | 3. Juli 2020             | 3. Juli 2020                              | Mario D’Anna | Jeff Drake                                |
| Im Central Park findet zu Coles Lieblingsbuchserie Squirrel Quarrels über Eichhörnchenritter eine Schnitzeljagd statt, an der Cole zunächst mit Owen teilnimmt, der die Bücher aber nicht gelesen hat. Als er die Bücher immer mehr dafür kritisiert, dass die Handlung unlogisch ist, trennt Cole sich von ihm und macht die Schnitzeljagd mit einem Schulfreund weiter. Um sich mit seinem Sohn zu versöhnen, liest Owen in den Büchern und hilft bei der Beendigung der Schnitzeljagd, die sie gewinnen. Als Belohnung erhalten sie ein Dinner mit dem Autor der Bücher. Nachdem Molly Paige im Schach besiegt hat, beschließt sie, im Central Park gegen Profis spielen zu wollen. Sie schlägt dort mehrfach einen Jungen, aber verliert gegen einen Schachmeister, der ihr zuvor ein Remis angeboten hatte. Bitsy geht zur Familienzusammenkunft bei ihrem Bruder, den sie und der sie verachtet. Die Verkündung ihres Plans, den Central Park zu kaufen, lässt die anderen aber unbeeindruckt, während nur Brendan sich dagegen ausspricht. Lieder: „Nuts Nuts Nuts“, „Big Deal“, „Can We Do Today Again?“ |           |                                |                        |                          |                                           |              |                                           |
| 8 | 8         | Der heiße Ofen                 | Hot Oven               | 10. Juli 2020            | 10. Juli 2020                             | Corey Barnes | Rachel Hastings                           |
| Bitsy hat in einer Zeitung einen Leserbrief veröffentlicht, in dem sie den Park schlecht macht. Weil Shampagne in ihr Bett pinkelt, holt sie einen Tiertherapeuten, der Helen sagt, dass er erst dann raten würde, den Hund abzuschaffen, wenn er beißt, weswegen sie versucht, Shampagne dazu zu bringen, Bitsy zu beißen. Molly und Brendan sind nun in einer festen Beziehung, obwohl sie sich kaum sehen und hauptsächlich in Textnachrichten schreiben sowie ihre Nachnamen noch nicht kennen. Auf Coles Vorschlag soll Molly Brendan zum Pizzaessen in ihr Haus einladen. Kurz vorher erfährt sie, dass er ein Brandenham ist, was sie dann vor ihrer Familie, die noch aufgebracht ist wegen Bitsys Leserbrief, geheimzuhalten versucht. Schließlich kommt es doch heraus und Branden verrät Bitsys Plan, den Park zu kaufen, doch nach dem Schock sind Mollys Eltern dennoch nicht gegen die Beziehung der beiden. Lieder: „I’m in a Perfect Relationship“, „TOSGANO“, „Imperfectly Perfect“ |           |                                |                        |                          |                                           |              |                                           |
| 9 | 9         | Heute Abend wird gefeiert      | Live It Up Tonight     | 17. Juli 2020            | 17. Juli 2020                             | Mario D’Anna | Syreeta Singleton                         |
| Bitsy hat für den Abend arrangiert, dass ihr vom Bürgermeister ihr einen erfundenen Award verleihen und in einer Rede das Park-Management mit den Ergebnissen einer Buchprüfung niedermachen soll. Cole nimmt mit Molly im Park an der Kevin – Allein in New York-gelöschte-Szenen-Tour teil, in der ein Guide an den Drehorten Anekdoten zu den gelöschten Szenen des Films erzählt. Von Fledermäusen erschreckt läuft er im Regen und Dunkeln davon, aber Molly findet ihn wieder und bringt ihn heim. Währenddessen wollen Paige und Owen ausgehen, werden dann aber zur Buchprüfung gerufen. Die Buchprüferin findet, dass die Quittung für einen Kauf von Würmern fehlt, die sie rechtzeitig aus dem Geschäft wieder holen können, sodass sie die Prüfung bestehen. Bitsy und Helen werden auf dem Weg zur Preisverleihung aus Versehen in einem Prohibitionstunnel eingesperrt, der zu einem Weinkeller führt. Im Glauben, dieser gehöre zu dem konkurrenzhotel, zerstören sie den Alkoholbestand. Als sie wieder herausgelangen und bei der Preisverleihung ankommen, erfahren sie, dass die Buchprüfung nichts Belastendes hervorgebracht hat, sowie dass Bitsys Hotel der Alkohol ausgegangen ist(, da der Weinkeller eigentlich ihrer war). Lieder: „Live It Up Tonight“, „Zoom’s Home Alone 2 Deleted Scenes Tour“, „Rated Hard PG, For Spookiness“, „I Did Not Account For This“ |           |                                |                        |                          |                                           |              |                                           |
| 10 | 10        | Ein Fisch namens Schlangenkopf | A Fish Named Snakehead | 24. Juli 2020            | 24. Juli 2020                             | Corey Barnes | Mark Alton Brown                          |
| Im Parksee Harlem Meer wurde möglicherweise ein Schlangenkopffisch gesichtet, der das Ökosystem gefährden würde, sodass die Familie und Park-Ranger versuchen, den Fisch zu angeln, sowie eine Entenfamilie vor diesem zu retten. Wegen schlechter Umfragewerte für Bitsy bringt der Bürgermeister ihr eine Sympathietrainerin. Als Paige eine Story über den Schlangenkopf schreibt, wird der See von zivilen Hobby-Anglern überlaufen und Bitsy engagiert den Fischer Dick Flake, der den Fisch fängt und der Presse präsentiert. Doch Paige erkennt, dass dieser bereits vorher tot war und Flake somit betrogen hat, worauf sie in der Nacht noch einmal auf den See herausfahren. Als Owen den tatsächlichen Fisch fängt, veröffentlicht Paige die Neuigkeit und entlarvt Flake und Bitsy damit als Betrüger. Lieder: „Hell-Fish“, „New York Doesn’t Like Your Face“, „Dick Flake“, „Die Trying“ |           |                                |                        |                          |                                           |              |                                           |

### Staffel 2
| Nr. (ges.) | Nr. (St.) | Deutscher Titel                   | Originaltitel                         | Erstveröffentlichung USA | Deutschsprachige Erstveröffentlichung (D) | Regie         | Drehbuch                              |
| --- | --------- | --------------------------------- | ------------------------------------- | ------------------------ | ----------------------------------------- | ------------- | ------------------------------------- |
| Teil1 |           |                                   |                                       |                          |                                           |               |                                       |
| 11 | 1         | Spiele im Dunkeln                 | Central Dark                          | 25. Juni 2021            | 25. Juni 2021                             | Mario D’Anna  | Dan Hernandez & Benji Samit           |
| Zuhause bereitet die Familie sich vor, gemeinsam ihre Lieblingsserie zu schauen, vor deren Start Molly um Erlaubnis fragt, mit Brendan ohne Aufsicht auf ein Konzert zu gehen. Währenddessen hält Bitsy in Weehawken, New Jersey eine Rede bei einem Hotelbesitzertreffen, in der sie präsentiert, dass sie Dokumente zu den geheimen Infrastruktur-Projekten der Stadt besitzt, mit denen sie einen Vorteil beim Aufkauf billiger Immobilien hat. Da kommt es in der Tri-State Area zu einem Stromausfall. Die Familie beschließt, bei Kerzenlicht das Brettspiel „Hexenjagd“ zu spielen, bei dem jemand verdeckt die Rolle einer Hexe erhält, worauf sie sich gegenseitig verdächtigen. Cole enthüllt, dass Molly und Brendan auf ein Doppeldate mit zwei jugendlichen Straffälligen gehen wollen. Bitsy und Helen werden im Dunkeln von den anderen Hotelbesitzern gejagt, doch Helen, die aus Weehawken stammt, kann sie sicher nach Hause bringen, und die Dokumente bleiben in Bitsys Besitz. Als das Licht wieder angeht, stellt die Familie fest, dass keiner die Hexenkarte hatte, und ihre Eltern erlauben Molly, auf das Konzert zu gehen. Lieder: „Middle of It All“, „Weehawken“, „Come Into the Darkness“, „W(h)ich Way“, „In the Dark“ |           |                                   |                                       |                          |                                           |               |                                       |
| 12 | 2         | Muttertag                         | Mothers Daze                          | 25. Juni 2021            | 25. Juni 2021                             | Tom King      | Chuck Tahtam                          |
| Für Muttertag haben die Kinder diesmal Geschenke gekauft, aber finden diese plötzlich nicht mehr besonders genug. Auf der Suche nach neuen Geschenken in der Stadt erkennen sie, dass sie ihre Geschenke selbst machen sollten. Ihre Eltern entdecken im Park eine nicht genehmigte Plakette an einer Bank, die sie mit einem Rätselhinweis auf Schnitzeljagd nach weiteren Plaketten schickt. Die letzte enthält statt eines weiteren Hinweis ein Gedicht auf Paige, die dort von den Kindern mit selbstgemachten Geschenken überrascht wird. Währenddessen hat Helen seit langer Zeit einen freien Tag, den sie in einem Spa verbringt. Bitsy hat derweil das Problem, dass sie nüchtern ist, weil der Barkeeper ihr keine Drinks machen kann, da sie weitere Servicekräfte gefeuert hat, was dazu führt, dass auch er das Hotel verlässt. Doch Helen kehrt früher zurück, weil sie sich nicht entspannen kann, und löst das Problem. Lieder: „All About You“, „Pour Poor Me More Please“, „This Is It“, „Promise“ |           |                                   |                                       |                          |                                           |               |                                       |
| 13 | 3         | Fista Puffs und das Monster       | Fista Puffs Mets Out Justice          | 25. Juni 2021            | 25. Juni 2021                             | Mario D’Anna  | Chuck Tahtam                          |
| Nach einem Schulausflug im Museum, bei dem Mollys Freundin Hazel mehr über die Witze von Shawna gelacht hat, kämpft Molly mit ihrer Unsicherheit dazugehören zu wollen, indem sie sich und ihre Familie zeichnet und die gezeichnete Molly wiederum Fista Puffs. Die Superheldin bekämpft in einer Simulation einen Minotaurus im Met, um bei einer Superheldengruppe aufgenommen zu werden, deren Mitglieder Hazel und Shawna repräsentieren, aber scheitert immer wieder. Beide Mollys werden zum Essen gerufen und erhalten Ratschläge von ihrer Familie, die sie aber nicht zufriedenstellen. Erst im Austausch mit all ihren Versionen erkennt Molly, dass sie sich zu sehr bemüht hatte, und überwindet ihr Monster. Lieder: „The Fista Puffs Theme Song“, „Pow Pow Boom Booms“, „No One’s Home“, „Trying too Hard“ |           |                                   |                                       |                          |                                           |               |                                       |
| 14 | 4         | Der Schulausflug                  | Of Course You Realize This Means Ward | 2. Juli 2021             | 2. Juli 2021                              | Matt Garafolo | Jeff Drake                            |
| Als Owens Redner für einen Ausflug mehrerer Schulen in den Park absagt, erinnert er sich an Walt Whitlinger, dessen Rede über die Natur ihn inspiriert hatte, und Paige macht sich auf, ihn zu finden. Molly und Cole besuchen Brendan bei einem Indoor-Drachen-Wettbewerb, aber übertreiben es dabei ihn zu unterstützen, indem sie ein Kostüm und Choreographie entwerfen. Das macht Brendan so nervös, dass er nicht antreten will, bis Molly ihm sagt, dass er auch ohne toll ist. Während Bitsy Helen ihre Memoiren schreiben lässt, erfährt sie, dass ihr Bruder Ambrose auch welche schreibt und sogar schneller fertig ist. Die Verlegerin findet, beide seien schlecht und kein Buch, aber Bitsy letztlich besser. Walt erscheint, aber hält eine zynische Rede darüber, wie die Erde zerstört wird, also intervenieren Owen, Elwood und Birdie mit einem Lied, warum die Kinder sich dennoch bemühen sollten sie zu bewahren. Lieder: „The Answer Is Ward“, „Kite String“, „Why Bother“ (Ein weiteres Lied „Just Type“ wird in den Credits aufgeführt, aber kommt in der Episode nicht vor.) |           |                                   |                                       |                          |                                           |               |                                       |
| 15 | 5         | Eine runde Sache                  | Down to the Underwire                 | 9. Juli 2021             | 9. Juli 2021                              | Mario D'Anna  | Meredith Dawson                       |
| Molly braucht einen neuen BH und wird, weil Paige arbeiten muss, von Owen begleitet. Überwältigt von der Menge tun sie sich schwer den richtigen zu finden, aber erhalten Hilfe von der Verkäuferin. Helen findet den Schlüssel zu Bitsys Unterlagen, in denen sie überprüfen will, ob sie im Testament bedacht ist, aber muss zuerst mit Shampagne Gassigehen. Sie begleitet Cole bei der Runde, die sie beschleunigen will, und bemerkt erst im Hotel, dass sie dabei den Schlüssel verloren hat. Sie macht sich im Park mit Cole, Enrique und Elwood auf die Suche, aber bleibt erfolglos. Bitsy war derweil bei Paiges Arbeit, um die Zeitung zu kaufen. Dabei wiederholt sie ein Rennen aus Kindheitstagen mit der Besitzerin, deren Sieg die Zeitung rettet. Als Helen den Verlust des Schlüssels gestehen will, präsentiert Cole ihn in einem Beutel Hundekot, um vorzugeben, Shampagne hätte ihn gegessen. Lieder: „I Have a Bra-Blem“, „Keep It Low Key“, „Down to the Wire“ |           |                                   |                                       |                          |                                           |               |                                       |
| 16 | 6         | Der Schatten                      | The Shadow                            | 16. Juli 2021            | 16. Juli 2021                             | Mario D'Anna  | Dan Hernandez & Benji Samit           |
| Im Brandenham-Hotel wird luxuriöser Schmuck gestohlen, was den Versicherungsprüfer Hank Zavensky auf den Plan ruft. Er fühlt sich an die Diebstahlserie des „Schatten“ in Luxushotels vor 56 Jahren erinnert, als er ein junger Polizist war. Die Visitenkarte des Schatten war ein aus Kaugummipapier geformter Phallus. Da Hank nicht locker lässt, nach dieser zu suchen, gibt Bitsy ihm gegenüber zu, dass sie der Schatten war, weil sie als Hotelkind nicht beachtet wurde, worauf Hank zugibt, dass er es vermutet hatte, da er sie einmal gesehen hatte, und den aktuellen Diebstahl inszenieren ließ, um den Schatten-Fall abzuschließen. Birdies Botschaft lautet: „Wenn nur ein einziger Mensch einen bemerkt, kann das sehr viel bewirken,“ und wird dadurch illustriert, dass ihm beim Geigenspiel nur eine alte Dame im Rollstuhl mit ihrem Pfleger zuhört, worauf Birdie täglich für sie spielt, bis sie gestorben ist. Lieder: „The Shadow“, „That Was All Me“, „A Moment Forever Ago“, Instrumental „Sungrai's Song (Birdie Short)“ (Das Instrumentalstück heißt im Soundtrack „A Thing on Strings (A Busker’s Serenade)“.) |           |                                   |                                       |                          |                                           |               |                                       |
| 17 | 7         | Ein anständiger Antrag            | A Decent Proposal                     | 23. Juli 2021            | 23. Juli 2021                             | Tom King      | Ava Tramer                            |
| Molly begleitet Brendan zu Bitsys Geburtstagsparty, aber fühlt sich fremd unter den Reichen, genau wie Bitsy, die ihre Gäste verachtet. Die beiden teilen einen Moment, wenn Molly Karikaturen der Gäste zeichnet. Während Helen unterdessen mit Shampagne Gassi geht, entdeckt Cole, dass dieser auf eine Dänische Dogge steht, und lässt sie miteinander spielen. Owen fischt eine Weinflasche mit einem Verlobungsring aus einem Teich, wodurch er einen Antrag ruiniert hat, und versucht dem Betroffenen bei einem neuen Antrag zu helfen, womit er eigentlich wettmachen will, dass bei seinem Antrag an Paige vieles schiefgegangen war. Der Antrag des anderen Paares gelingt, als Owen sich davon löst, dass er perfekt sein müsse. Zuhause macht Paige ihm einen romantischen Antrag. Lieder: „Will I Fit“, „My Worst Day“, „Puppy Love“, „How It Happened“ |           |                                   |                                       |                          |                                           |               |                                       |
| 18 | 8         | Was wäre, wenn …                  | Sir Bricks-a-Lot                      | 30. Juli 2021            | 30. Juli 2021                             | Mario D’Anna  | Mnelik Belilgne                       |
| Owen hat ein Jobangebot der Kingsley University in Connecticut erhalten, einen Park anzulegen, und muss heute mitteilen, ob er annimmt. Nachdem er mit Cole im Internet kostenlos angebotene Klemmbausteine abgeholt hat, beginnt die Familie zu bauen, wie sie sich ihr Leben in Connecticut vorstellen, wenn sie umziehen würden, was sie in Filmparodien erzählen. Molly würde Hausmeister an der Universität werden, aber eigentlich von den Kunstkursen träumt. Als sie die Aufgabe eines Dozenten löst, ein bestimmtes Bild zu malen, bringt das ihre Kunst schließlich in den Louvre. (Good Will Hunting) Paige würde ihre eigenen Bücher schreiben, die Bestseller und verfilmt werden. Nach einem Autounfall wird sie von einem Fan (verkörpert durch Bitsy) festgehalten und gezwungen, ein Buch umzuschreiben, bis Owen sie rettet. (Misery) Cole würde von ihrem neuen Hinterhofrasen mit einer Rakete in den Weltall fliegen. Wieder zurück entdeckt er ein Alien, das sie vor Regierungsagenten (verkörpert durch Helen) und der Armee beschützen. (E.T. – Der Außerirdische) Owen hat den Park gebaut, den er realisieren würde, aber als ihm dorthin dieselben Probleme folgen, entscheidet er, den Job nicht annehmen zu wollen, und die Familie gibt zu, dass auch sie bleiben wollten. Lieder: „Paint the World“, „A Different Paige“, „Follow Through“ |           |                                   |                                       |                          |                                           |               |                                       |
| Teil2 |           |                                   |                                       |                          |                                           |               |                                       |
| 19 | 9         | Hypotenusen-Blues                 | A Boat-iful Mind                      | 4. März 2022             | 4. März 2022                              | Steven Theis  | Rachel Hastings                       |
| Cole erhält eine schlechte Note in Geometrie, aber anstelle der Hausaufgaben lenkt er sich mit Modellsegelbooten im Park ab und schwänzt sogar einen Test für ein Bootrennen, das er gewinnt. Paige kann ihm schließlich vermitteln, dass sein neues Hobby viel mit Geometrie zu tun hat. Für einen Beitrag in der Schülerzeitung hat Molly, weil sie Fista-Puffs nicht vorzeigen will, auf die Schnelle eine neue Figur kreiert, die sie aber selbst nicht mag. Bitsy und Helen haben Gicht und müssen in ihrer Suite bleiben. Sie besorgen sich starke Schmerzmittel aus Kanada, von denen sie zu viele auf einmal nehmen, was Halluzinationen erzeugt. Lieder: „I’m Bad (at Being Bad)“, „Smooth Sailing“, „Highest Suite in the Hotel“, „From a New Angle“ |           |                                   |                                       |                          |                                           |               |                                       |
| 20 | 10        | Der Schwarm                       | Bee Is for Brandenham                 | 4. März 2022             | 4. März 2022                              | Tom King      | Bennett Walsh                         |
| Nach einem Termin bei der Optikerin kann Owen aufgrund der Augentropfen vorerst nicht mehr richtig sehen. Betsy versucht einen jungen Erfinder von Schuhen zu überzeugen, eine Convention im Hotel abzuhalten, doch es wird plötzlich von Bienen befallen, die sich außen am Eingang festgesetzt haben. Owen und sein Team werden gerufen, um die Bienen zu vertreiben; dabei will er, obwohl er nichts sehen kann, keine Aufgaben abgeben und muss erst erkennen, dass Elwood bereit ist, Aufgaben selbst zu managen. Paige und die Kinder sind währenddessen in der Wohnung ihres Chefs, um sich um dessen Katze zu kümmern; die verkriecht sich aber in ein Loch in der Wand. Lieder: „Ideally I’d Deal with It“, „It Stings“, „Flyin’ High“ |           |                                   |                                       |                          |                                           |               |                                       |
| 21 | 11        | Das PAIGEiarchat                  | The PAIGE-riarchy!                    | 4. März 2022             | 4. März 2022                              | Ian Hamilton  | Lindsey Stoddart                      |
| Molly hat ihre erste Periode. Damit sie sich nicht unwohl und beschämt fühlt, sondern es mit positiven Gefühlen verknüpft, veranstaltet Paige eine Perioden-Party, was für Molly aber zu viel ist. Bitsy hat eine Liste der reichsten Frauen über 50 um einen Platz verpasst und gibt unter dem Vorwand, Tieren zu helfen, eine Spendenveranstaltung, damit reichere Frauen auf der Liste durch hohe Spenden ihr Vermögen verkleinern. Doch ihre Konkurrentin bringt Bitsy dazu, den Betrag auszugleichen – als Veranstalterin so viel zu spenden wie alle Gäste zusammen –, wodurch Bitsy das meiste Geld verliert. Lieder: „Awfully Beautiful“, „Rockin’ on the Rag“, „Light the Match“, „Why Me Waikiki“ |           |                                   |                                       |                          |                                           |               |                                       |
| 22 | 12        | Das Schloss und die Waschmaschine | Castle Sweet Castle                   | 11. März 2022            | 11. März 2022                             | Tom King      | Andrew Mueth                          |
| Als Paige die Waschmaschine aus dem Keller nach oben verlegen will, kramen sie und Owen eine Liste heraus, die sie beim Einzug erstellt haben, was sie am Schloss verändern wollten. Ein Beamter der Denkmalschutzbehörde kommt vorbei, um Änderungen abzusegnen. Er verweigert sie zunächst, aber Paige kann ihn mit Erinnerungsfotos, was sie im Haus erlebt haben, umbewegen. Die Kinder finden Owens alte Gitarre und Elwood soll ihnen das Spielen beibringen, doch Birdie greift in den Unterricht ein. Bitsys Rolls-Royce muss repariert werden. Als Helen ein gleiches Modell zum Kauf findet, wird hart verhandelt. Lieder: „Maybe Potentially Great“, „Restoration“, „You Are the Music“ |           |                                   |                                       |                          |                                           |               |                                       |
| 23 | 13        | Ein Fest für Celeste              | Celeste We Forget                     | 18. März 2022            | 18. März 2022                             | Steven Theis  | Janelle James                         |
| Owen will mit den Kindern die Leichenblume sehen, die alle sieben Jahre einmal blüht und ziemlich stinkt, wofür sie pünktlich sein müssen. Doch überraschend steht seine Mutter Celeste vor der Tür, die sie mitnehmen. Sie lässt sich unterwegs leicht ablenken und bleibt immer wieder für andere Dinge stehen. So verpassen sie, wie die Blüte aufgeht, und als sie ankommen, ist die Warteschlange geschlossen, aber Celeste kann den Wärter überreden, sie noch reinzulassen. Paige soll einen Artikel über eine Kosmetik-Convention schreiben, wo sie mit Gratispröbchen bedrängt wird. Als Bitsy und Helen dort auftauchen, hofft Paige, an Bitsys Handy für Informationen über ihren Plan zu kommen, und versucht Helen, mit einer Faltencreme für Bitsy zu bestechen. Lieder: „Big Stink“, „A Few Minutes for Magic“, „Turtle Babies“, „Havin’ a Plan“ |           |                                   |                                       |                          |                                           |               |                                       |
| 24 | 14        | Die Ballade von Johnnie Lee       | The Ballad of Johnnie Lee             | 25. März 2022            | 25. März 2022                             | Mario D'Anna  | Lindsey Stoddart                      |
| In der Schule ist Cole vor anderen Schülern und Erwachsenen die Hose und Unterhose heruntergefallen, sodass er ihnen den Hintern gezeigt hat. Als er sich aus Scham einen neuen Namen suchen will, erfährt er, dass seine Eltern ihn fast nach Paiges Großvater Johnnie Lee benannt hätten. Owen erzählt eine Western-Geschichte, Molly eine mit Cole als Motorrad-Stuntman, was passieren würde, wenn er seinen Namen ändern würde. Paige erzählt die Geschichte ihres Großvaters, der als Wasserträger versehentlich ein Football-Spiel ruiniert hatte, aber dennoch zum folgenden Spiel wieder erschienen war. Also beschließt auch Cole, wieder zur Schule zu gehen, wo er feststellt, dass er gar nicht wegen des Vorfalls gehänselt wird. Lieder: „I Mooned the Whole School“, „The Name is Johnnie Lee“, „Ode to Johnnie Lee“, „When the Bottom Falls Out“ |           |                                   |                                       |                          |                                           |               |                                       |
| 25 | 15        | Wo Rauch ist …                    | Where There's Smoke                   | 1. Apr. 2022             | 1. Apr. 2022                              | Steven Theis  | Ava Tramer                            |
| Die Familie geht zur Totenwache einer Liebhaberin des Parks. Dort landet die Familie in einem Geheimraum, wo Paige einen Umschlag mit belastendem Material zur Korruption des Bürgermeisters findet. Dieser erscheint auch und droht, den Parkverkauf Owen anzuhängen. Er schafft es aber nicht, Paige den Umschlag abzuluchsen. Im Hotel checkt ein Schweizer Milliardär ein, den Bitsy überzeugen will, in ihren Deal zu investieren. Er ist Maler und von der Traurigkeit in Helens Ausdruck inspiriert. Daher muss Helen die Überzeugungsarbeit übernehmen. Lieder: „Clean Money“, „Onto Something“, „I Love How Sad You Make Me“, „Gotta Grab It“ |           |                                   |                                       |                          |                                           |               |                                       |
| 26 | 16        | Der große Deal                    | A Lyin' in Winter                     | 8. Apr. 2022             | 8. Apr. 2022                              | Mario D'Anna  | Dan Hernandez & Benji Sami & Josh Gad |
| An einem Schneetag verliert Birdy seine Geige und damit die Fähigkeit zu erzählen. Paige hat ihre Geschichte über den Bürgermeister veröffentlicht, der daraufhin seinen Rücktritt verkündet, nicht ohne anzudeuten, dass er noch einen letzten Deal abschließen wird. Um den Park zu kaufen, fahren Bitsy und Helen durch diesen auf dem Weg zur Stadthalle, als das Fahrzeug auf der vereisten Straße abkommt. Nachdem Helen zu den Tillermans geht, um Hilfe zu holen, rettet Owen Bitsy, während Paige durch Helens Hinweise entdeckt, dass eine Investorengruppe in dem Deal Bitsys Bruder gehört, sodass sie den Park gewinnen, aber das Hotel an ihren Bruder verlieren würde. Gemeinsam fahren sie alle zum Bürgermeister und konfrontieren ihn und Bitsys Bruder. Paiges Drohung, weiter zu suchen, bis sie ihn wegen Korruption ins Gefängnis bringen kann, hält den Bürgermeister ab, den Deal zu unterschreiben. Lieder: „Up to Here“, „Time to Close“, „Own It“ Reprise (siehe 01x01), „A Walk in the Park“ |           |                                   |                                       |                          |                                           |               |                                       |

### Staffel 3
| Nr. (ges.) | Nr. (St.) | Deutscher Titel                | Originaltitel                | Erstveröffentlichung USA | Deutschsprachige Erstveröffentlichung (D) | Regie         | Drehbuch          |
| --- | --------- | ------------------------------ | ---------------------------- | ------------------------ | ----------------------------------------- | ------------- | ----------------- |
| 27 | 1         | Ein Star wider Willen          | A Star Is Owen               | 9. Sept. 2022            | 9. Sept. 2022                             | Tom King      | Nick Adams        |
| Nach Whitebottoms Rücktritt ist Quincey Leeds Interimsbürgermeister. Um eine neue Marionette für Bitsy zu finden, befragt Helen die Kandidaten der kommenden Wahl, doch diese sind entweder zu idealistisch oder selbst zu böse. Bitsy bräuchte jemanden Formbares. Owen hat es geschafft, dass die Lieblingsserie der Familie im Park gedreht werden soll, und erhält sogar einen Statistenauftritt. Doch der Regisseur will nicht die Schönheit des Parks zeigen, sondern lässt ihn für die Szenen vermüllen. Als Quincey Leeds das Set besucht, hält Owen eine Rede für den Park. Der Regisseur schmeißt ihn vom Set, während der Bürgermeister sich interessiert an Owens Kampagne zeigt. Zu spät erkennen Bitsy und Helen, dass Quincey Leeds ideal als Marionette wäre. Lieder: „Room to Grow“, „Person to Worsen“, „Plant that Seed“ |           |                                |                              |                          |                                           |               |                   |
| 28 | 2         | Ein neues Kapitel für Paige    | Paige’s New Chapter          | 9. Sept. 2022            | 9. Sept. 2022                             | Steven Theis  | Lindsey Stoddart  |
| Paiges jüngere Schwester Abby ist aus Oshkosh, Wisconsin nach New York gezogen, um Schauspielerin zu werden, und soll am Abend die Familie besuchen, wofür die Kinder im Wettbewerb ein Dessert zubereiten. Paige hat ein Meeting mit einem Verlag, der will, dass sie ein Buch schreibt, aber bringt vorher ihrer Schwester ein Geschenk vorbei. Sie begleitet Abby zu einem Porträtfotografen, den sie für einen Betrüger hält, allerdings stellt sich hinterher heraus, dass er bislang nur Tierfotos gemacht hat. Anschließend ist die Zeit knapp für Paiges eigenen Termin, sodass sie dorthin die U-Bahn nehmen müssen, obwohl Abby davor Angst hat. Weil Bitsys Hotelpianist den Arm gebrochen hat, springt seine Frau ein, die, während Bitsy in der Lobby ein Meeting mit Investoren hat, anfängt, schief zu scatten. Lieder: „All Lining Up“, „Hit the Sweet Spot“, „One Foot in the Door“ |           |                                |                              |                          |                                           |               |                   |
| 29 | 3         | Gefühle auf Eis                | Ice Ice Not Baby             | 9. Sept. 2022            | 9. Sept. 2022                             | Brian Kaufman | Ava Tramer        |
| Nachdem Molly und Brendan beim Skaten auf der Eisbahn Mollys Freunde treffen, haben sie einen großen Streit und Brendan verschwindet plötzlich. Molly glaubt zunächst, dass er eifersüchtig sei, entdeckt dann aber, dass er ihr ein Geschenk machen wollte, und sie sprechen sich aus. Abby hat ein erstes Vorsprechen als Kundin in einer Burger-Werbung und übt mit der Familien das richtige Lächeln. Nachdem sie viele Burger gegessen hat, erfährt sie, dass die Rolle schon vergeben ist. Bitsy führt den Interimsbürgermeister im Hotel herum, der sich vor allem für die Waschabteilung interessiert. Sie schlägt vor, ihn finanziell zu unterstützen, wenn er dauerhaft Bürgermeister werden will, damit er dann ihre Interessen vertrete, und soll dafür Owens Parkkampagne unterstützen. Lieder: „Ten Out of Ten“, „The Wash and Dry for Me“, „Love Worth Fighting for“ |           |                                |                              |                          |                                           |               |                   |
| 30 | 4         | Ein Passwort für Erinnerungen  | A Triptych Down Memory Lane  | 16. Sept. 2022           | 16. Sept. 2022                            | Mario D’Anna  | Meredith Dawson   |
| Als Paige das Haus verlässt, um mit Abby eine Couch abzuholen, verkündet sie, dass heute ein Elektriker vorbeikommen soll, um die Internetverbindung zu reparieren. Während des Wartens will Owen weiter an seinen Vorschlag für die Parkkampagne arbeiten, den er auf der persönlichen Festplatte der Familie gespeichert hat, auf der sich wichtige Erinnerungen der Familienmitglieder befinden sowie das erste Kapitel für Paiges Buch. Diese liegt noch im Büro und Elwood hat sie mit einem Passwort geschützt, an das er sich aber nicht mehr erinnert. Cole und Molly erzählen ihm Geschichten (basierend auf Zurück nach Hause – Die unglaubliche Reise und Black Swan), um seine Erinnerung anzukurbeln, was aber nicht gelingt. Als Paige nach Hause kommt, singt Owen darüber, dass die echten Erinnerungen in ihnen wichtiger seien als Fotos daran, und beide beklagen, dass sie in letzter Zeit die Arbeit vor Familienzeit gestellt haben. Während Owens Lied erinnert Elwood sich an das Passwort. Lieder: „A Song to Sing“, „Bad Bad Bird“, „Backing Up“                                                                                            |           |                                |                              |                          |                                           |               |                   |
| 31 | 5         | Vorsicht vor alten Freunden    | Golden Owen: Manager Damager | 23. Sept. 2022           | 23. Sept. 2022                            | Steven Theis  | Halsted Sullivan  |
| Owen wird zum ersten Mal in Begleitung von Paige bei der jährlichen Parkmanagerkonferenz drei alte Freunde wiedertreffen, erfährt aber vorher vom Bürgermeister, dass er zum Start seiner Kampagne die Zustimmung eben dieses Parkmanagerkomitees benötigt. Dort hört er zufällig mit an, dass seine Freunde finden, er sei zu besessen vom Central Park, und Paige zeigt ihm auf, dass er sich scheinbar zu wenig für die anderen Interessen seiner Freunde öffnet, was er mit ihrer Hilfe wiedergutzumachen versucht. Nachdem Bitsy einen Flurreiniger feuern lässt, rächt er sich, indem er die Böden besonders rutschig macht, sodass sie hinfallen und nicht aufstehen können. Als sie erkennen, dass er nicht nur um seinen Park, sondern auch um ihre Freundschaft kämpft, unterschreiben sie für seine Kampagne. In der Zwischenzeit gehen die Kinder mit Abby auf Suche nach einem Job für sie, aber bleiben zunächst erfolglos. Als sie im Anschluss ins Brandenham Hotel gehen, zeigt sich, dass sie sich die Bestellungen der Gäste merken kann, und sie erhält einen Job an der Hotelbar. Lieder: „Four Park Harmony“, „My Many Talents“, „Working Song“ |           |                                |                              |                          |                                           |               |                   |
| 32 | 6         | Das verschwundene Steak        | A Matter of Life and Boeuf   | 30. Sept. 2022           | 30. Sept. 2022                            | Tom King      | Francisco Angones |
| Abby erzählt Paige und Owen endlich, dass sie als Kellnerin im Brandenham arbeitet, und lädt die Familie ins dortige Restaurant ein, damit sie sehen, dass der Job nicht so schlecht ist. Zeitgleich wurde das Edelgericht Côte de bœuf von einem anonymen Anrufer bestellt, der sich als Ambrose herausstellt. Als dessen Butler Anton den Koch informiert, dass das Steak verflüssigt werden muss, damit Ambrose es einnehmen kann, kommt es zum Gerangel, in dem das Steak verschwindet. Bitsy verdächtigt zuerst Abby und die Familie, doch Cole und Helen entdecken, dass Shampagne es gegessen hat, sowie der Koch, dass Steaksauce hinzugefügt wurde, die Ambrose vergiftet hätte. Schließlich gestehen Anton und Ambroses Verlobte Kendra, die sich heimlich lieben, dass er das Steak gestohlen hatte, um es zu verkaufen, und sie die Sauce hinzugefügt hatte, um Ambrose wie auch Bitsy loszuwerden, die beschuldigt worden wäre. Lieder: „A Positive Light“, „A Real Whodunnit“, „Little Good“ |           |                                |                              |                          |                                           |               |                   |
| 33 | 7         | Die Pyjamaparty                | Slumber-Dog-Molly-an-Aire    | 7. Okt. 2022             | 7. Okt. 2022                              | Brian Kaufman | Jeff Drake        |
| Molly gibt eine Übernachtungsparty für Hazel und Shauna, bei der Cole und Enrique Concierges spielen. Hazel und Shauna haben sich mit Jungs zum Knutschen im Park verabredet und überreden Molly, sich herauszuschleichen, aber sie gehen wieder zurück, nachdem es zu regnen anfängt. Als Paige entdeckt, dass die Mädchen nicht mehr im Zimmer sind, geht sie selbst hinaus, aber bleibt am Baugerüst einer Brücke hängen, sodass die anderen wieder herauskommen müssen, um ihr zu helfen. Derweil hatte Bitsy einen Albtraum und lässt daher Helen und Abby das Bett verschieben, in dem sie sitzen bleibt, wodurch ein Bein des Bettes kaputtgeht. Gerade als Bitsy sich durchringt, von dem Traum zu erzählen – sie hat darin den Handwerker Mooney geküsst –, erscheint dieser, um das Bett zu reparieren. Danach wird er gefeuert. Lieder: „Me and the Girls“, „We Have Fun“, „One Step at a Time“ |           |                                |                              |                          |                                           |               |                   |
| 34 | 8         | Mondpalaver                    | Lunar Palaver                | 14. Okt. 2022            | 14. Okt. 2022                             | Mario D’Anna  | Nick Adams        |
| Als Cole mit einem Spielzeugschwert im Park spazierengeht, behauptet eine weiße Frau, dass er sie angegriffen hätte. Owen kann die Situation beruhigen und erkennt, dass die Frau aus Rassismus so reagiert hat. Er hat Schwierigkeiten, mit Cole, für den es der erste Vorfall solcher Art war, diesen zu besprechen, weil Cole sich sehr auf ein LARP-Event in der Nacht freut. Als Cole sich dafür ein Kostüm mit Kapuze und Dolchen aussucht, klärt Owen ihn über rassistische Vorurteile gegen schwarze Männer auf, was Cole überzeugt, dass er zur Sicherheit kein bedrohliches Kostüm nehmen sollte. Als Helen andere Erledigungen hat, spioniert Bitsy ihr nach und entdeckt, dass Helen ein Date mit einem Mann hat, der will, dass sie mit ihm weggeht und Bitsy verlässt. Bitsy gibt ihm Geld, damit er Helen verlässt, doch hinterher erzählt Helen, dass sie selbst sich von ihm getrennt hat. Lieder: „Saturday Means Adventure“, „Black Boy Joy“, „Everything But You“ |           |                                |                              |                          |                                           |               |                   |
| 35 | 9         | Eine knallharte Frist          | A Killer Deadline            | 21. Okt. 2022            | 21. Okt. 2022                             | Tom King      | Lindsey Stoddart  |
| Paige muss zur selben Deadline einen Artikel für die Zeitung und drei Kapitel für ihr Buch abgeben, aber hat eine Schreibblockade. Owen begleitet die Kinder als Spielplatzaufsicht zur Schule, wo gerade Kickballtag ist. Owen hilft Molly, einen neuen Wurf zu lernen, damit auch sie mitmachen kann, während Cole und Enrique die Kommentatoren geben. Um sich zuhause nicht ablenken zu lassen, geht Paige in ein billiges Hotel. Dort gelangt sie an ein brisantes Paket und hört Gespräche zwischen Gangstern mit, in die auch ihr Redakteur Marvin verwickelt ist. Doch es zeigt sich, dass dies die Geschichte ist, die sie für das Buch geschrieben hat. Derweil wird Bitsy, während Abby neben ihr steht, von einem Hotelgast als deren Oma bezeichnet, wodurch sie sich beleidigt fühlt, sodass Helen und Abby nach Wegen suchen, wie Bitsy sich wieder jung fühlen könnte. Lieder: „Tick Tock“, „Flick of the Wrist“, „I Got the Goods“ |           |                                |                              |                          |                                           |               |                   |
| 36 | 10        | Money Candy                    | Money Candy                  | 28. Okt. 2022            | 28. Okt. 2022                             | Steven Theis  | Ava Tramer        |
| Die K-Pop-Band Money Candy, von der die Kinder und Abby große Fans sind, wird ein Konzert im Madison Square Garden geben, sodass Paige und Owen versuchen, Tickets zu ergattern, die aber seit Monaten ausverkauft sind. Da findet Abby heraus, dass der Freund zu Besuch bei ihrem Mitbewohner ein Bandmitglieder ist und sie gerade privat die Stadt besichtigen. Die Familie versucht zunächst erfolglos die Band in der Stadt zu finden. Zurück im Park meldet Elwood einen Einbruch in ihr Haus, worauf sich herausstellt, dass zwei Bandmitglieder ihre Toilette benutzt haben. Im Gegenzug für ihre anschließende Hilfe erhält die Familie fünf VIP-Tickets zum Konzert. In der Zwischenzeit überlegt Bitsy, Shampagne klonen zu lassen, was Helen ihr auszureden versucht, weil sie fürchtet, dann noch weniger Chancen auf das Erbe zu haben. Bitsy entscheidet sich schließlich dagegen. Lieder: „I Will Find You“, „Can’t Clone Shampagne“, „Money Candy Peed In Our Bathroom“ |           |                                |                              |                          |                                           |               |                   |
| 37 | 11        | Eine haarige Frage             | The Puffs Go Poof            | 4. Nov. 2022             | 4. Nov. 2022                              | Brian Kaufman | Meredith Dawson   |
| Mollys Superheldenfigur Fista Puffs muss nach jedem Kampf eine zeitraubende Haarrestaurierung vollziehen, weswegen sie sich entscheidet, ihre Haare von ihrer Assistentin Morgan Freewoman zu Strähnen glätten zu lassen, wodurch sie aber nicht nass werden dürfen und sie ihre Superkräfte verliert. Der neue Look gefällt ihr zunächst, doch als ein aus Wasser bestehender Bösewicht erscheint, muss sie die Veränderung wieder rückgängig machen. Während Molly diese Geschichte zeichnet, will der Rest der Familie Kleidung aussortieren, aber sie entscheiden sich letztlich, alles zu behalten. Nachdem Bitsy sich selbst gegoogelt hat und mit den ersten Treffern nicht zufrieden war, engagiert sie drei Content Creator, die dafür sorgen sollen, dass sie im Internet besser ankommt. Da die Vorschläge aber nicht zu ihr passen, beschließt sie, einfach die Webseiten über sie zu kaufen. Am Ende akzeptieren alle sich selbst, so wie sie sind. Lieder: „The Fista Puffs Theme Song“, „Fista Puffs Kicks Butt“, „Re-Brandenham“, „Perfect Fit“ |           |                                |                              |                          |                                           |               |                   |
| 38 | 12        | Ein unvergesslicher Hot Dog    | A Hot Dog to Remember        | 11. Nov. 2022            | 11. Nov. 2022                             | Mario D'Anna  | Halsted Sullivan  |
| Louie, der seit dreißig Jahren mit seinem mobilen Imbisswagen im Park Hotdogs verkauft, steht kurz davor, einen Parkrekord zu brechen, doch da an dem Tag seine Tochter ihren Abschluss feiert, bietet Owen an, zusammen mit Cole den Wagen für Louie in den Park zu bringen. Unterwegs treffen sie auf verschiedene Probleme, aber mit der Hilfe von Glorious Gary und Louies Kunden kommen sie rechtzeitig im Park an. Paige hat den ersten Entwurf ihres Romans abgegeben, aber eine Verlegerin findet das Ende, in dem die Protagonistin von einer Achterbahn aus den Täter sieht, nicht glaubwürdig. Um das Gegenteil zu beweisen, geht Paige mit Molly und ihren Freundinnen Hazel und Shauna in den Freizeitpark, wo sie Achterbahn fahren. Als die Stadtplankamera am Hotel vorbeifährt, versucht Bitsy zu arrangieren, dass von ihr ein besseres Bild als letztes Mal geschossen wird. Lieder: „Louie’s Life“, „Doin’ It for Louie“, „Higher and Higher“, „He Touched Us (With His Hot Dogs)“ |           |                                |                              |                          |                                           |               |                   |
| 39 | 13        | Das Bitsyperium schlägt zurück | The Brandenpire Strikes Back | 18. Nov. 2022            | 18. Nov. 2022                             | Tom King      | Francisco Angones |
| Für seine Kampagne gibt Owen ein Parkfest. Dabei hofft er, viele Werbetragetaschen zu verkaufen, und ist gestresst. Elwood hilft ihm zunächst, sich zu entspannen, aber dann ist eine Parkbeauftragte da, die sonst nur selten vorbeikommt. Sie kann ihn damit beruhigen, dass dies der Fall, weil er seine Arbeit so gut macht, dass er kaum kontrolliert werden muss. Bitsy hat derweil mit einem Streik ihrer Angestellten vor dem Hotel zu kämpfen. Abby, die für sie dem Bürgermeister ein Geschenk bringen soll, fährt zwischendurch zu einem Vorsprechen. Erst als sie Bitsy über Telefon in einem emotionalen Ausbruch kündigt, erhält sie die Rolle. Weil ihre Angestellten wollen, dass Bitsy sich bei Helen für ihr Verhalten als Boss entschuldigt, erfüllt sie stattdessen lieber die Forderung nach besserer Bezahlung. Lieder: „What Do We Want?“, „Small Stuff“, „Enough is Enough“, „Love Comes Back Around“ |           |                                |                              |                          |                                           |               |                   |

## Synchronisation

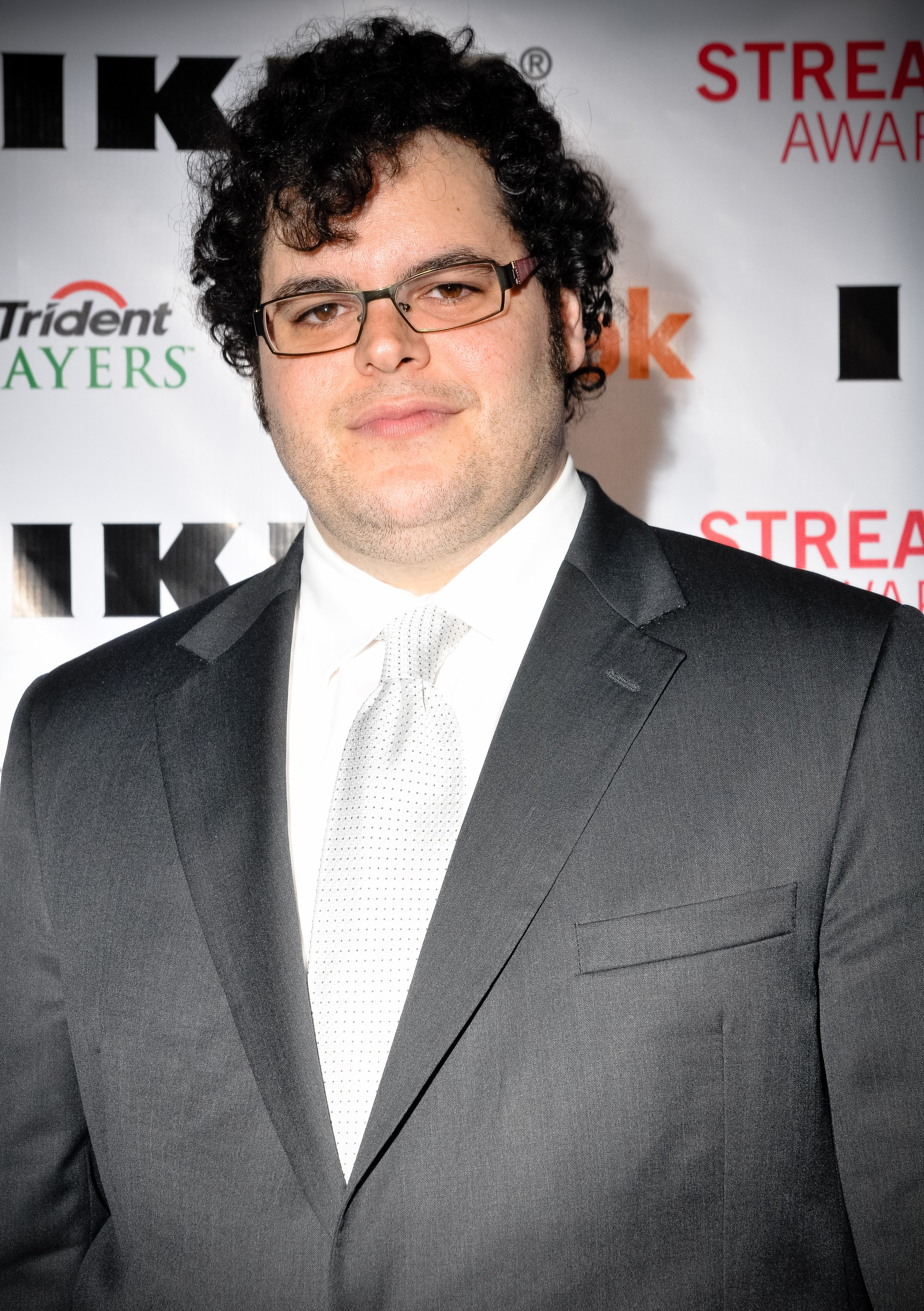
Serienschöpfer Josh Gad spricht auch den Erzähler.

Die deutschsprachige Synchronisation entsteht nach einem Dialogbuch und unter der Dialogregie von Kim Hasper durch die FFS Film- & Fernseh-Synchron GmbH in Berlin.

### Hauptfiguren
| Rolle              | Originalsprecher                                           | Deutscher Sprecher |
| ------------------ | ---------------------------------------------------------- | ------------------ |
| Birdy              | Josh Gad                                                   | Manuel Straube     |
| Owen Tillerman     | Leslie Odom Jr.                                            | Valentin Stilu     |
| Paige Hunter       | Kathryn Hahn                                               | Marion Musiol      |
| Molly Tillerman    | Kristen Bell (Staffel 1), Emmy Raver-Lampman (Staffel 2–3) | Magdalena Turba    |
| Cole Tillerman     | Tituss Burgess                                             | Dirk Stollberg     |
| Bitsy Brandenham 1 | Stanley Tucci                                              | Michael Iwannek    |
| Helen              | Daveed Diggs                                               | Felix Isenbügel    |
| Abby (Staffel 3)   | Kristen Bell                                               |                    |

### Nebenfiguren
| Rolle               | Beschreibung           | Folgen                                                                                          | Originalsprecher    | Deutscher Sprecher   |
| ------------------- | ---------------------- | ----------------------------------------------------------------------------------------------- | ------------------- | -------------------- |
| Brendan Brandenham  | Bitsys Großneffe       | 1.01–1.04, 1.07–1.08, 1.10, 2.04, 2.07, 2.11, 3.01, 3.03, 3.11, 3.13                            | Eugene Cordero      | Philipp Lind         |
| Elwood              | Park-Ranger            | 1.01–1.02, 1.04–1.05, 1.08–2.01, 2.04–2.05, 2.07, 2.10, 2.12, 2.14, 2.16–3.01, 3.04, 3.10, 3.13 | Rory O’Malley       | Jeremias Koschorz    |
| Marvin              | Paiges Chefredakteur   | 1.02, 1.05, 1.10, 2.05, 2.10, 2.13, 3.09                                                        | Tony Shalhoub       | Hans-Eckart Eckhardt |
| Dmitry              | russischer Oligarch    | 1.02, 1.06                                                                                      | David Herman        |                      |
| Glorious Gary       | Parkskater             | 1.02, 2.09, 2.16–3.01, 3.12                                                                     | Christopher Jackson | Alexander Doering    |
| Whitney Whitebottom | Bürgermeister          | 1.03, 1.09–1.10, 2.08, 2.15–3.01                                                                | H. Jon Benjamin     | Florian Hoffmann     |
| Randy               | Park-Ranger            | 1.04–1.05, 2.04, 2.10                                                                           | Phil LaMarr         |                      |
| Fran                | Park-Ranger            | 1.04–1.05, 1.10, 2.04–2.05, 2.07, 2.10, 2.14, 3.10, 3.13                                        | Janelle James       |                      |
| Hazel               | Mollys Schulfreundin   | 1.04, 2.03, 2.11, 2,16, 3.03, 3.07, 3.09, 3.12                                                  | Ester Dean          |                      |
| Doug                | Paiges Kollege         | 1.05–1.06, 2.05                                                                                 | Brian Huskey        | Michael Gugel        |
| Ambrose Brandenham  | Bitsys Bruder          | 1.07, 2.04, 2.16, 3.06                                                                          | Ed Asner            | Freimut Götsch       |
| Anton               | Ambroses Butler        | 1.07, 2.04, 3.06                                                                                | Marc Evan Jackson   |                      |
| Enrique             | Coles Freund           | 1.07, 2.05, 2.09, 2.11, 2.16, 3.07, 3.09                                                        | Stephanie Beatriz   |                      |
| Shauna              | Hazels Schulfreundin   | 2.03, 2.16, 3.03, 3.07, 3.12                                                                    | Amber Ruffin        |                      |
| Quincey Leeds       | Interims-Bürgermeister | 3.01, 3.03, 3.05, 3.13                                                                          | Sam Richardson      | Mario von Jascheroff |

## Produktion und Veröffentlichung
Central Park wurde von dem Schauspieler Josh Gad erfunden und mit Loren Bouchard, dem Schöpfer von Bob’s Burgers, Nora Smith, einer Executive Producerin von Bob’s Burgers, kreiert. Nach der Ideenfindung casteten sie bereits, bevor sie Material geschrieben hatten, die Hauptbesetzung mit Theater- und Musikfilschauspielern, als erste Gads Die Eiskönigin-Kollegin Kristen Bell, und neben anderen die Hamilton-Schauspieler Leslie Odom Jr. und Daveed Diggs. Wie bei Bob’s Burgers wurden mehrere Frauenrollen mit Männern besetzt: Stanley Tucci als Bitsy Brandenham und Diggs als Helen.
Jede Episode enthält meist vier originale Lieder. Als Komponisten und Haupt-Songwriter der Show fungieren Elyssa Samsel und Kate Anderson, die bereits im Kurzfilm Die Eiskönigin – Olaf taut auf für Gad und Bell geschrieben hatten. Weitere Lieder stammen etwa von Cyndi Lauper, Meghan Trainor, Fiona Apple, Alan Menken und Darren Criss.
Die Serie wurde von 20th Century Fox Television ursprünglich zur Ausstrahlung auf dem Sender FOX produziert. Nachdem Fox aber auf die Serie verzichtete, gewann Apple einen Bieterstreit gegen Netflix und Hulu und bestellte im März 2018 zwei Staffeln mit je dreizehn Episoden.
Im März 2020 erschien ein Trailer und ab dem 29. Mai wurde die erste Staffel mit zehn Episoden auf Apples Streaming-Plattform Apple TV+ veröffentlicht.
Während der Veröffentlichung der ersten Staffel wurde im Juni 2020 bekanntgegeben, dass Bell nicht weiter die Rolle Molly Tillerman sprechen wird, sondern eine neue Rolle erhalten werde, während Molly in Zukunft von einer schwarzen oder gemischtrassigen Schauspielerin besetzt werden soll. Bell sagte, dass sie Molly spielte, habe einen Mangel an Bewusstsein über ihre eigenen tiefgreifenden Privilegien gezeigt und die Spezifität der Erfahrung gemischtrassiger oder schwarzer Amerikaner untergraben. Einen Monat später wurde Emmy Raver-Lampman als neue Stimme für Molly in der zweiten Staffel verkündet.
Am 10. März 2021 wurde sowohl bekanntgegeben, dass die zweite Staffel ab dem 25. Juni 2021 ausgestrahlt werden soll, als auch die Verlängerung um eine dritte Staffel. Die zweite Hälfte der zweiten Staffel wurde ab dem 4. März ausgestrahlt. Für die dritte Staffel, in der Bells neue Figur erschien, wurde der Ausstrahlungsbeginn für den 9. September 2022 angekündigt.
Anfang Dezember 2023 wurde offiziell bestätigt, dass die Serie nicht weitergeführt wird.

## Rezeption
Bei Rotten Tomatoes erhält die erste Staffel eine Kritikerbewertung von 92 % nach 36 Kritiken und bei Metacritic 80 Punkte aufgrund von 12 Kritiken.
Für Brian Tallerico von rogerebert.com ist sie die mit Abstand beste Apple TV+-Serie sowie eine der besten des Jahres: „Jede Episode ist erstaunlich gut gemacht und platzt vor Musik. […] Jedes Lied bringt nicht nur die Handlung voran oder enthüllt etwas Unausgesprochenes aus dem Innenleben einer Figur, sondern steht auch für sich als großartiges Lied. [Das Musical, das auch Comedy ist,] ist ein erfreuliches, das verschiedene Stile integriert, ohne jemals die Figuren oder die Welt, die Bouchard kreiert, aus den Augen zu verlieren.“
Daniel Fienberg für The Hollywood Reporter schreibt: „Als animierte Familienkomödie ist Central Park angenehm, liebenswert und manchmal witzig, aber wahrscheinlich nicht immens wirkungsvoll. Als Musical ist sie etwas Wundervolles, ein freudvolles und ermutigendes Erlebnis, bei dem fast schon garantiert, dass es ein Lächeln auf dein Gesicht zaubert, zu einer Zeit da pures Vergnügen eine willkommene Wohltat ist.“
Ben Travers von IndieWire kritisiert, in den überfüllten Episoden könnte zu viel los sein, und vergibt die Note B+: „Die Musik […] ist erbaulich und intelligent; die Farben sind lebhaft und springen einem ins Auge; die Geschichten sind erfolgreiche Erzählungen darüber, wie Menschen zusammenkommen. […] Central Park und bringt einnehmende Einsätze sowohl für die einzelnen Figuren als auch für die Familie im Ganzen.“

### Nominierungen
- Creative Arts Primetime Emmys:
  - 2020: Beste Synchronsprecherleistung, für Leslie Odom Jr. als Owen Tillerman
  - 2021: Beste Synchronsprecherleistung, für Tituss Burgess als Cole Tillerman und Stanley Tucci als Bitsy Brandenham
  - 2022: Beste Synchronsprecherleistung, für Stanley Tucci als Bitsy Brandenham
- NAACP Image Awards
  - 2021: Beste Animationsserie
  - 2023: Beste Animationsserie
- Artios Awards
  - 2021: Herausragende Leistung in Casting für eine Animationsserie, für Julie Ashton
  - 2022: Herausragende Leistung in Casting für eine Animationsserie, für Julie Ashton
- Critics’ Choice Super Awards 2021: Beste Animationsserie
- Hollywood Critics Association TV Awards
  - 2022: Beste Animationsserie
  - 2023: Beste Animationsserie